# Puente San Antonio del Mosco
El Puente San Antonio del Mosco o Puente San Antonio es una infraestructura vial de tipo atirantado ubicada sobre el río Torola, en El Salvador. Se caracteriza por ser el primer puente de su clase en el país y por su diseño arquitectónico moderno, concebido para facilitar el tránsito vehicular y peatonal, así como para fomentar actividades turísticas en la zona. La obra tuvo una inversión total de 11,8 millones de dólares.

## Características técnicas
El puente presenta una longitud total de 157,6 metros y un ancho de 13 metros, distribuidos en una calzada vehicular de dos carriles con 8 metros de ancho y dos aceras peatonales laterales de 92 centímetros cada una. La estructura cuenta con pilones de 87,1 metros de altura y un total de 20 dovelas. El cableado, con una longitud acumulada de 47,81 kilómetros, permite soportar una capacidad de carga de hasta 40 toneladas.
La carga de diseño se ajusta al estándar internacional HL93, utilizado en puentes de alta capacidad. Para su construcción se emplearon 4.371,6 metros cúbicos de concreto y 608,9 toneladas de acero. La altura respecto al cauce del río Torola es de 24,0 metros desde el nivel mínimo del embalse y de 8,0 metros desde el nivel máximo.